# 拉芒布罗勒叙隆格内
拉芒布罗勒-叙隆格内（法語：La Membrolle-sur-Longuenée，法語發音：[la mɑ̃bʁɔl syʁ lɔ̃ɡne] ⓘ，意为“隆格内上方的拉芒布罗勒”）是法国曼恩-卢瓦尔省的一个旧市镇，属于昂热区。2016年1月1日，拉芒布罗勒-叙隆格内和相邻的另外3个市镇合并为新市镇安茹地区隆格内（Longuenée-en-Anjou），拉芒布罗勒-叙隆格内为政府驻地。

## 地名
与通常在法语地名中表示“在……河畔”之意的“sur”不同，该地名La Membrolle-sur-Longuenée中的“sur”意为“在……上方”，表示名为拉芒布罗勒（La Membrolle）的该地与隆格内森林（Forêt de Longuenée）的位置关系，且事实上在该地附近也并无“隆格内河”存在。

## 地理
拉芒布罗勒-叙隆格内（47°33'40"N, 0°40'26"W）面积9.44 平方千米，位于法国卢瓦尔河地区大区曼恩-卢瓦尔省，该省份为法国西部内陆省份，大致对应安茹地区，北起顺时针与马耶讷省、萨尔特省、安德尔-卢瓦尔省、维埃纳省、德塞夫勒省、旺代省、大西洋卢瓦尔省和伊勒-维莱讷省接壤。
与拉芒布罗勒-叙隆格内接壤的市镇（或旧市镇、城区）包括：勒普莱西马塞、拉梅尼亚讷、圣克莱芒-德拉普拉斯、布兰叙隆格内、格雷-讷维尔、普吕耶、弗讷、蒙特勒伊-瑞涅。
拉芒布罗勒-叙隆格内的时区为UTC+01:00、UTC+02:00（夏令时）。

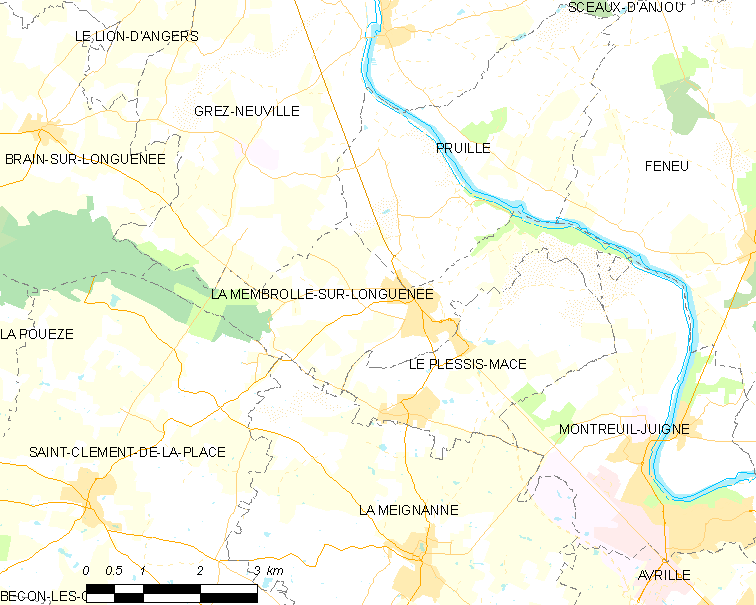
拉芒布罗勒-叙隆格内的OSM定位图

## 行政
拉芒布罗勒-叙隆格内的邮政编码为49770，INSEE市镇编码为49200。

## 政治
拉芒布罗勒-叙隆格内所属的省级选区为昂热第四县。

## 人口

1962-2008年间拉芒布罗勒-叙隆格内人口变化图示

拉芒布罗勒-叙隆格内于2018年1月1日时的人口数量为2037人。